# Kont (Karibik)
Kont ist eine bestimmte Gattung von Volksliedern in St. Lucia, die als Teil der Beerdigungsriten von Trauersängern vor dem Haus des Verstorbenen vorgetragen werden. Diese Gesänge sind kreolische Frage-und-Antwort-Gesänge zu Trommelbegleitung. Die Texte beziehen sich oft auf Worte oder Aspekte aus dem Leben des Verstorbenen. Die Trauersänger tanzen dazu auch Débòt und Bélé und werden von Zo oder Tibwa und Ka begleitet.
Daneben wird auch eine traditionelle Form des Storytelling in Dominica als Kont bezeichnet. Diese Geschichten werden gewöhnlich nachts bei Festen vorgetragen. Die Geschichtenerzähler vermischen dabei lokale Geschichte und Legenden und zielen auf eine moralische oder ethische. Ein wichtiges Merkmal der Kont-Geschichten ist ein schlichtes Liedthema, dass meist nur aus einem einzelnen Vers besteht und oft als Duett vorgetragen wird.